# Ricardo Martins (cantor)
Ricardo Martins, Olhão, 9 de novembro de 1971 é um cantor e compositor português. 

## Biografia
Cemeçou nas lides musicais com apenas 15 anos. Tocou em vários projectos a solo ou em grupo.
Em 2008 lançou o seu primeiro disco, Um Retrato de Mim", com a produção do músico José Ricardo.
Em 2010 foi um dos finalistas do Festival RTP da Canção onde foi um dos músicos mais votados.
Em 2010, Ricardo Martins concorrereu ao Festival RTP da Canção, integrando na lista para a votação on-line, de onde passarão 24 às semifinais.
Em Agosto de 2010 lançou o álbum "Caminheiro de Mim".

## Discografia
- Um retrato de Mim (CD, 2008)
- Caminheiro de Mim (CD, Distrirecords, 2010)